# Маламуд, Бернард
Берна́рд Мала́муд (англ. Bernard Malamud; 26 апреля 1914, Нью-Йорк, США — 18 марта 1986, там же) — американский писатель и педагог.

## Биография
Родился в семье еврейских иммигрантов Макса Маламуда и Берты Фидельман из города Каменец-Подольский (Хмельницкая область). Окончил школу имени Эразма в Бруклине и Колумбийский университет. В 1940-е годы преподавал в вечерней школе, в 1949 году занял должность в университете штата Орегон, в 1961 году стал преподавателем Беннингтонского колледжа (штат Вермонт), где проработал более 20 лет. Был членом Американской Академии искусств и наук (American Academy of Arts and Sciences), президентом американского ПЕН-клуба (1979—1981).

## Литературное творчество
Первым романом Маламуда стал «Самородок» (1952). Книга о судьбе игрока в бейсбол, погубленного царящей в американском спорте коррупцией, сразу сделала автора известным. Экранизирован в 1984 году Барри Левинсоном. В последовавших за ним романе «Помощник» (1957) и сборниках рассказов «Волшебный бочонок» (1958) и «Сначала — идиоты» (1963) Маламуд ярко изобразил быт еврейской бедноты Нью-Йорка. Герои Маламуда — это «простые люди, борющиеся за улучшение своей жизни в мире злой судьбы». Большую известность приобрел роман «Мастеровой» (1967) — по мнению авторов ЭЕЭ, одно из самых значительных произведений новейшей американской литературы. Роман был написан по мотивам дела М. Бейлиса. Последним крупным произведением Маламуда стал фантастический апокалиптический роман «Милость Господа Бога» (1983). Творчеству Маламуда свойственны иносказания, аллегория, гротеск.

## Книги
- Прирожденный умелец (англ. The Natural, 1952)
- Помощник (англ. The Assistant, 1957)
- Мастеровой (англ. The Fixer, 1966)
- Жильцы (англ. The Tenants, 1971) [2]
- Жизни Дьюбина (англ. Dubin's Lives, 1979)
- Божья милость (англ. God's Grace, 1982)

## Сборники
- Волшебный бочонок (англ. The Magic Barrel, 1958)
- Идиоты первыми (англ. Idiots First, 1963)
- Шляпа Рембрандта (англ. Rembrandt’s Hat, 1973)
- Шляпа Рембрандта. Рассказы. Пер. с англ. Предисловие и составление А.Зверева. М. "Известия", 1990.-192 с. (Библиотека журнала "Иностранная литература")
- Рассказы Бернарда Маламуда (англ. The Stories of Bernard Malamud, 1983)
- [lib.ru/INPROZ/MALAMUD/malamud.txt Бернард Маламуд. Рассказы]

## Награды
- Дважды получал награду Национального клуба книги («Волшебный бочонок» и «Мастеровой»)
- Лауреат пулитцеровской премии.
- Лауреат литературной премии Бней-Брит.
- Лауреат литераторной премии Брандайза университета (англ. Brandeis University).
- Лауреат премии американского Академического института искусств, наук и беллетристики.
- 1984 — Американская литературная премия ПЕН/Фолкнер